# تپه بان گوری
تپه بان گوری مربوط به هزاره سوم و ۲ قبل از میلاد است و در شهرستان گیلانغرب، بخش مرکزی، دهستان دیره، ۶۰۰ متری شمال روستای نوروزی واقع شده و این اثر در تاریخ ۲۶ اسفند ۱۳۸۷ با شمارهٔ ثبت ۲۵۷۴۹ به‌عنوان یکی از آثار ملی ایران به ثبت رسیده است.